# Кут поздовжнього нахилу

θ — кут нахилу, червона лінія — поворотна лінія, а сіра область — шина.

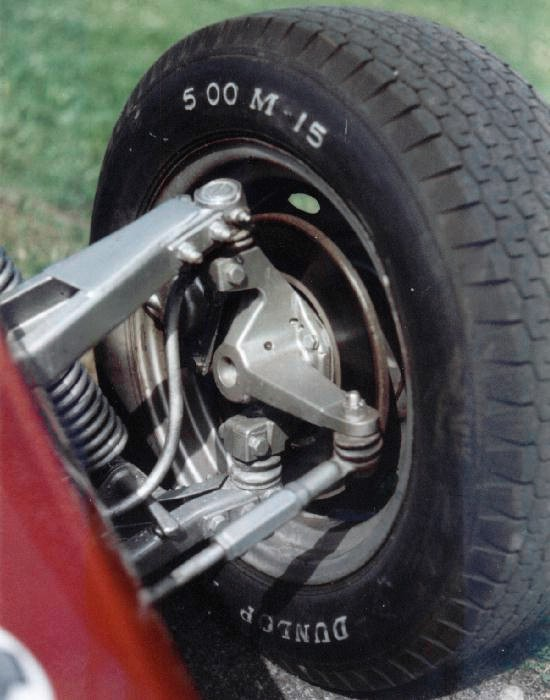
Передня підвіска гоночного автомобіля, кастер кут утворений лінією між верхнім і нижнім кульовими шарнірами.

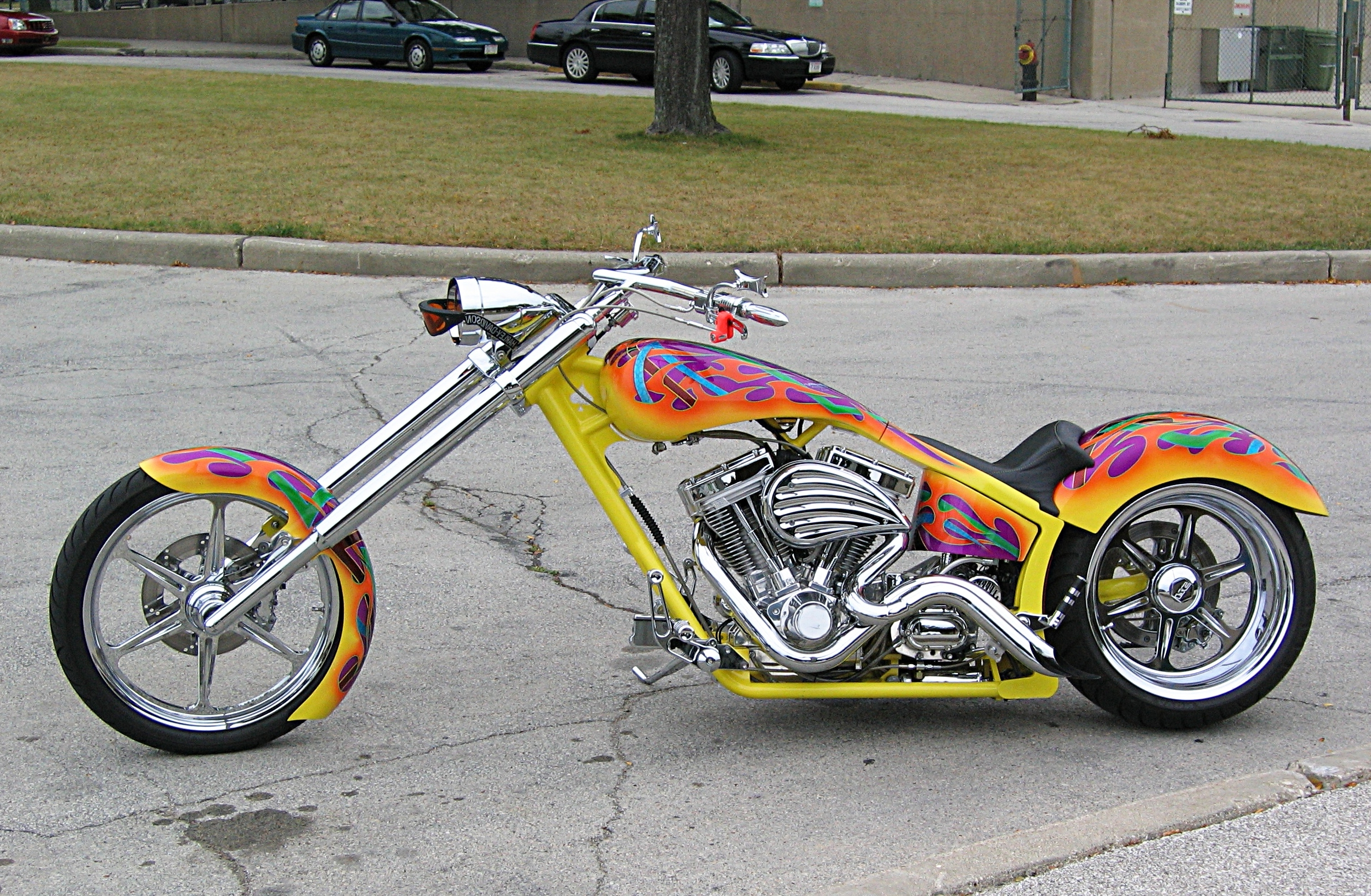
Приклад чоппера з незвично великим кутом виносу.

Кут поздовжнього нахилу, який також називають кутом виносу, кастер або кастор кутом (англ. caster angle або castor angle) — це кутовий зсув осі кермування від вертикальної осі керованого колеса в автомобілі, мотоциклі, велосипеді, іншому транспортному засобі або судні, який проглядається з боку транспортного засобу. Вісь кермування в автомобілі з подвійною кульовою шарнірною підвіскою являє собою уявну лінію, яка проходить через центр верхнього кульового шарніра до центру нижнього кульового шарніра або через центр цапфи для автомобілів, що мають цапфу.
Кастор кут призводить до того, що колесо вирівнюється за напрямком руху, і це може бути здійснено за рахунок зміщення або кута виносу. Зміщення колеса переміщує кермову вісь попереду осі обертання колеса, як передні коліщата візочка для покупок. Кут виносу рухає вісь кермування від вертикальної.
В автомобільних перегонах кут поздовжнього нахилу можна регулювати для оптимізації керованості для певного місця проведення. Це все пов'язано з передніми колесами.

## Історія
Артур Кребс запропонував розмістити передню вісь автомобіля під позитивним кутом нахилу у своєму патенті 1896 р. у Великій Британії, що носив назву «Удосконалення механічних транспортних засобів». У ньому він заявив, що це має на меті «Забезпечити стабільність напрямку за допомогою спеціального розташування передніх кареток, тобто автоматично відновити паралельність двох осей транспортного засобу, коли немає тенденції до збереження їх у будь-якому іншому напрямку, або після тимчасових зусиль, які змусили їх відійти від зазначеного паралелізму. […] Вісь передньої каретки розташована на достатній відстані за проєкцією осі поворотного штифта, щоб забезпечити стабільність зазначеного вище напрямку».

## Додатний кут виносу
Вісь кермування нахилена таким чином, що проведена через неї лінія перетинає дорожнє покриття трохи попереду центру контактної ділянки шини на дорожньому покритті на відстань, яка називається слідом. Мета цього — забезпечити ступінь самоцентрування для кермування — коліщатка, що рухаються навколо, щоб рухатись за віссю кермування. Це полегшує керування транспортним засобом та покращує стійкість до напрямку (зменшуючи схильність до блукання). Надмірний кут нахилу робить рульове управління важчим і менш чутливим, хоча в гонках великі кути нахилу використовуються для поліпшення керованості в поворотах. Часто зустрічаються кути нахилу більше 7 градусів для радіальних шин. Зазвичай гідропідсилювач керма необхідний для подолання ефекту піднімання з високого кута нахилу.
Деякі вирівнювання переднього частини вимагають різного кута нахилу правого та лівого колеса. Це називається поперечним литтям, а різниця називається спредом. Також можна вказати поперечний розвал, але не зазвичай обидва.

## Візочки
Вісь кермування (червона пунктирна лінія на схемі вище) не повинна проходити через центр колеса, тому коліщатко можна встановити незалежно від візка, тобто відстань між місцем, де вісь кермування перетинає землю, вид збоку, а точка прямо під віссю.
Кут нахилу та візок впливають на кермування, хоча і по-різному: коліщатко, як правило, додає амортизацію, тоді як слід додає відчуття та повернення.
Коліщатко на візоку для покупок — це окремий випадок — система незатухаюча, але стабільна, оскільки колесо коливається навколо «правильного» напрямку. Конструкція має відносно високу стежку, але відсутність ролика, що дозволяє змінювати напрямок з мінімальними зусиллями.

## Вирівнювання передньої частини
Коли передня підвіска транспортного засобу вирівняна, регулювання кастор кута виконується для досягнення самоцентруючої дії в кермуванні, що впливає на пряму стійкість автомобіля. Неправильне налаштування кута виносу вимагатиме від водія зусиль для підтримки руху прямо.

## Двоколісний транспорт
У контексті велосипедів та мотоциклів кут виносу частіше називають «кутом нахилу головної труби».